# سلسله خدیوی مصر

پرچم خدیوان مصر.

سلسله خَدیوی مصر دولتی تابع امپراتوری عثمانی در منطقه مصر بود. فرمانروایان مصری این دوره که «خدیو» نامیده می‌شدند نایب السلطنه امپراتور عثمانی بودند و با استقلال حکومت می‌کردند.
حکومت خدیوهای مصر در پی شکست و خروج نیروهای ناپلئون بناپارت و پایان اشغال کوتاه‌مدت مصر سفلی از سوی نیروهای فرانسوی، توسط دودمان محمدعلی بنیادگذاری شد.
خدیو واژه‌ای فارسی به معنای پادشاه است.
ظهور «محمدعلی کبیر» و تشکیل سلسله خدیوی مصر تقریباً هم‌زمان با تشکیل سلسله قاجار در ایران است. محمدعلی کبیر بنیانگذار «سلسله خدیوی مصر» با عباس میرزا نایب‌السلطنه رابطه و مکاتبه داشتند.

## پیشینه
پس از تسخیر مصر توسط سلطان سلیم خان اول در سال ۹۲۲ ه.ق/۱۵۱۷.م این مملکت یکی از پاشانشینان عثمانی محسوب شد و تا سه قرن این حال دوام داشت تا آن که قدرت پاشایانی که از قسطنطنیه می‌آمدند، تحت نفوذ مجمع‌بیکهای ممالیک قرار گرفت و ورود ناپلئون به مصر در سال ۱۷۹۸ م. این حالت اختلاف را از میان برد؛ ولی در پی فتوحات انگلیسی‌ها در ابوقیر و اسکندریه و عقب‌نشینی قشون فرانسه در ۱۲۱۶ ه.ق/۱۸۰۵. م اوضاع از نو به حالت اول برگشت. در سال ۱۲۲۰ ه.ق/۱۸۰۵. م محمدعلی پاشا فرماندهٔ سربازان آلبانیایی که از جانب سلطان عثمانی مقیم مصر بودند؛ پس از کشتار، ممالیک مصر را تحت امر خود آورد و بعد از کشتار دیگری در سال ۱۲۲۶ ه.ق/۱۸۱۱.م، راه استیلای بر مصر استوارتر شد و حاکم واقعی آن سرزمین گردید. او و سلسلهٔ فرزندانش از این تاریخ، مصر را اسماً به نام سلطان عثمانی ولی رسماً به نام خود در دست گرفتند. چهارمین جانشین محمدعلی پاشا، اسماعیل پاشا در سال ۱۲۴۷ ه.ق/۱۸۳۱.م جهت خود لقب خدیو اختیار نمود. محمد علی پاشا، شام را هم در سال ۱۲۴۷ ه.ق/۱۸۳۱.م ضمیمهٔ مصر نمود، ولی بر اثر فشار دولت انگلیس آن را در سال ۱۲۵۷هَ. ق. ۱۸۴۱/م. به سلطان عثمانی برگرداند. سودان نیز به دست سپاهیان محمدعلی پاشا و فرزندان او تا عهد اسماعیل پاشا فتح شد و تا مرگ گوردون پاشا، یعنی تا سال ۱۳۰۲ ه.ق/۱۸۸۵. م جزو مصر بود.
در ابتدای جنگ بین‌المللی اول عباس حلمی دوم (یعنی عباس حلمی پاشا) خدیو مصر بود چون تمایل زیادی به عثمانی‌ها داشت، دولت انگلیس او را خلع و عمویش حسین کامل پاشا را خدیو مصر کرد، حسین کامل پاشا پس از استقرار به مقام خدیو، واژه خدیو را از نام خود برداشت و بجای آن عنوان سلطان برای خود و خاندان خود انتخاب کرد. بعد از او نیز حکام مصری بنام سلطان خطاب شدند.

## حکمرانان
- محمدعلی پاشا. ۱۸۰۵ م.
- ابراهیم پاشا. ۱۸۴۸ م.
- عباس حلمی یکم. ۱۸۴۸ م.
- سعید پاشا. ۱۸۵۴ م.
- اسماعیل پاشا. ۱۸۶۳ م.
- توفیق پاشا. ۱۸۸۲ م
- عباس حلمی دوم. ۱۸۹۲ م
- حسین کامل (پسر اسماعیل پاشا). ۱۹۱۴ م.

پس از حسین کامل، برادرش سلطان احمد فؤاد اول و فرزند برادرش ملک فاروق به سلطنت نشستند تا آنکه با قیام افسران جوان مصری به قیادت نجیب و جمال عبدالناصر، حکومت از دست خاندان خدیوها خارج شد و حکومت مصر جمهوری گردید. البته شش ماه پس از فاروق، سلطنت بنام احمد فؤاد دوم باقی بود، و سپس کشور جمهوری گردید.